# القط فيليكس
القط فيليكس هو شخصية كرتون حيوانية أنئشت أثناء عصر الأفلام الصامتة. هذا القط الأسود ذو العيون البيضاء والجسم الأسود والابتسامة العريضة كان يتسم بالسمات البشرية. هذه السمات بالإضافة إلى سريالية (فوق واقعية) المواقف التي يمر بها في تلك الأفلام الكرتونية اجتمعوا معاً لجعل هذه الشخصية من أشهر الشخصيات الكرتونية على الإطلاق. القط فليكس كان أول شخصية من مجال أفلام الرسوم المتحركة التي استطاعت اجتذاب جماهير الأفلام التقليدية نظراً لجماهيريته العالية.
بعيداً عن الرسوم المتحركة القصيرة كان القط فيليكس نجماً لأحد مجلات الروايات المصورة والتي رُسمت بيد سوليفان وميسمر ولاحقاً جو اريليو ابتداءاً من عام 1923. بعد فترة وجيزة من نشأة هذه الشخصية أصبحت تباع أيضا كألعاب للأطفال كما أصبحت صورة هذا القط من الشهرة بما كان أنها أصبحت توضع على كروت البريد والسيراميك وغيرها.
في أواخر العشرينات من القرن العشرين ومع ظهور الرسومات المتحركة الصوتية بدأ نجمُ القط فيليكس في الاختفاء شيئاً فشيئاً. موجة رسوم الكارتون المتحركة القصيرة لـ ميكي ماوس ذات الصوت المنتجة من ديزني بالإضافة إلى ممانعة بات وميسمر لإنتاج رسوم متحركة ذا صوت وصورة تعد أهم أسباب وراء تلاشي شعبية القط فيليكس. لكن في حدود عام 1929 قرر بات أخيراً دخول هذا السوق وتوزيع الرسوم المتحركة للقط فيليكس ذات الصوت الوصورة عن طريق شركة كلوبي بيكشترز. على الرغم من هذه المحاولة الأخيرة إلا أنها باتت بالفشل في عام 1932.
بدأ عرض أفلام الكارتون للقط فيليكس على التلفزيون الأمريكي في عام 1953. جو أريليو قدم شخصية القط بعد إعادة تصميمها وإعطاء هذه الشخصية «رجلين-طويليتين» وإعطاءه مميزات جديدة بالإضافة إلى امتلاك هذه الشخصية «سلة سحرية ملئية بالحيل» والتي تخول فيليكس لعمل أي شكل يريد.
استطاعت هذه الشخصية الظهور في برامج تلفزيونية وفي فليمين آخرين أيضا. بحلول عام 2010 أصبح نجم هذا القط بازغاً ومشاهداً في العديد من الألعاب للأطفال والأزياء وغيرها. دون اريليو ابن اوريليو أصبح الآن المالك الإبداعي لحقوق هذه الشخصية. في عام 2002 مجلة تي في قايد الأمريكية قامت بتصنيف القط فيليكس في الترتيب رقم 28 على قائمة «أعظم خمسين شخصية كارتونية في التاريخ» تم شراء حقوق هذي الشخصية عن طريق استوديوهات دريم ووركس أنيميشن في عام 2014.

## ابتكار الشخصية

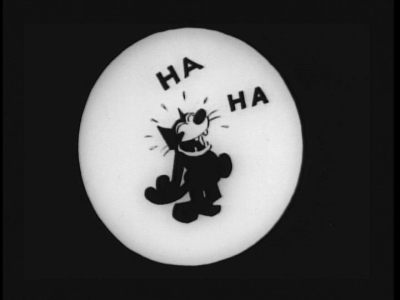
مشهد من فيليكس يضحك من الكارتون " فيليكس في هوليوود" 1923

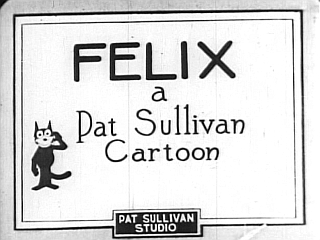
عمل لـ بات سوليفان

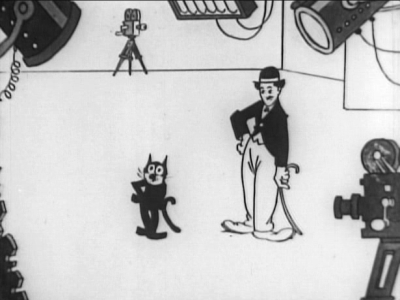
فيليكس وتشارلي تشابلن يتشاركان الشاشة في لح’ خالدة من فيلم " فيليكس في هوليوود" (1923)

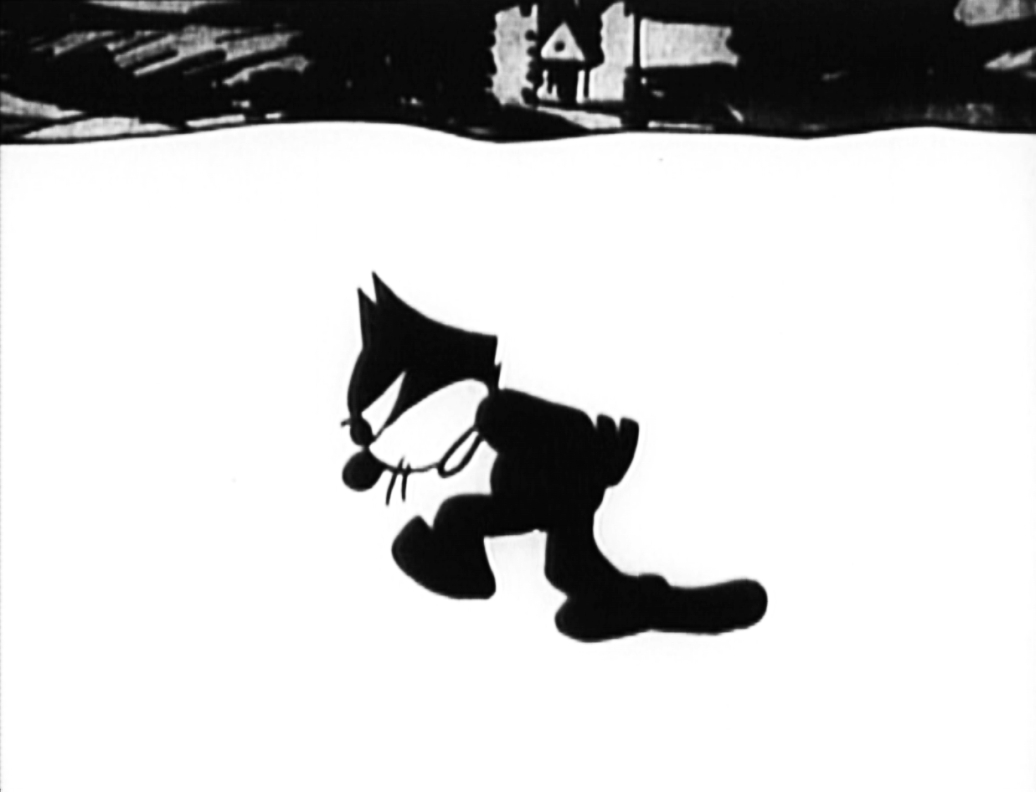
"خطوة فيليكس" الشهيرة كما تشاهد في " أويشانتكس" (1930)

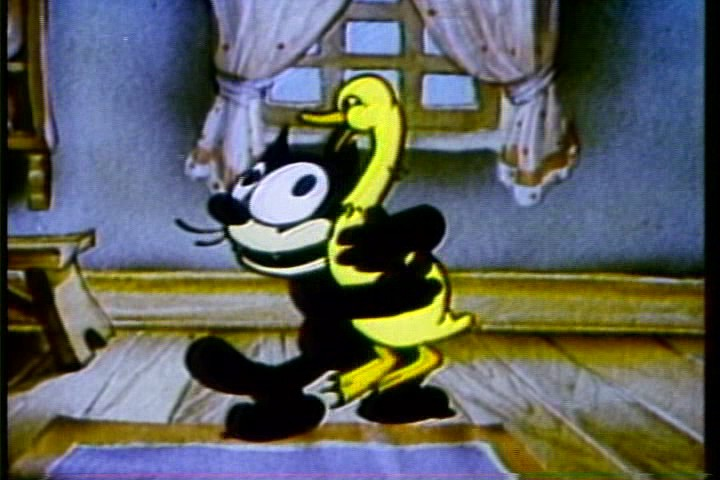
شخصية فيليكس في الكارتون الملون " القط فيليكس و الأوزة التي وضعت البيضة الذهبية" (1936)

في 9 نوفمبر 1919 ظهر السيد توم (الذي يعد نسخة تجريبية من شخصية القط فيليكس) لأول مرة في الفلم القصير المسمى «فيلاين فوليز» لباراماونت بكتشرز. كان هذا الفلم من إنتاج استوديو بات سوليفان في مدينة نيويورك وإخراج الرسام الكارتوني ورسام رسوم متحركة اتوو ميسمر. اعُتبر هذا الفلم القصير نجاحاً ومالبث استوديو سوليفان إلا وأن بدأ إنتاج فيلم كارتوني جديد للسيد توم يسمى «ذا موزيكال مياوز» والذي تم إطلاقه في السادس عشر من نوفمبر من عام 1919. وهذا أيضاً حقق نجاحاً مع الجماهير. يزعم اتوو ميسمر أن جون كينج من باراماونت بيكتشرز هو من اقترح الاسم «فيليكس» نسبةً للكلمة الاتينية فلكس (والتي تعني القط) وكلمة فيليكس (والتي تعني المحظوظ). اُستخدم هذا الاسم لأول مرة في الفيلم الثالث لهذه الشخصية والمسمى «ذي ايدفنتشرز أوف فيليكس» (مغامرات فيليكس) والذب أٌطلق عام 1916 في يوم 14 ديسمبر. بات سوليفان زعم أنه هو من أطلق مسمى القط فيليكس ولكن نسبةً إلى «أستراليا فيليكس» من التاريخ والأدب الأسترالي. في عام 1924، رسام الرسوم المتحركة  بيل نولان أعاد تصميم الشخصية وجعلها أكثر دائرية وأكثر لطافةً. هذه التحسينات على التصميم بالإضافة إلى قدرات ميسمر على تحريك الشخصيات استطاعت بث الحياة لهذه الشخصية وشهرتها.

## الإرث
- في عام 2004, تم تصنيف شخصية فيليكس من بين أعظم 100 أفلام كارتون في التاريخ والتي تم عملها من قبل القناة الرابعة البريطانية محتلاً الترتيب رقم 89.
- وفي نفس السنة تم حصول القط فيليكس على الترتيب رقم 36 في قائمة أعظم خمسين شخصية حيوانية في الأفلام والمُعَدة من أنيمال بلانت.
- في عام 2002 تحصل القط فيليكس على المركز 28 في قائمة أعظم 50 شخصية كارتونية والمُعَدة من قبل مجلة تي في قايد الأمريكية.
- في عام 1929 وبينما كان التلفزيون في مراحله التجريبية كانت أولى الصور التي ظهرت عليه هي رسمة القط فيليكس. وكانت تلك الرسمة تبقى لساعات بينما المهندسين يستعملوها في اختباراتهم للتلفزيون.

## في الثقافة السائدة
- القط فيليكس كان من الفترض أن يقوم بظهور شرفي في فيلم ديزني وامبلن انترتينمت «هو فريمد روجر روبيت» (Who Framed Roger Rabbit) ولكن حقوق الشخصية لم يتم الحصول عليها. مع ذلك استطاعات الشخصية الظهور كالحجر الأساس مدخل مدينة التون تاون.
- القط فيليكس كان ظاهر على خوذة لاعب كرة الهوكي والحارس الكندي فيليكس بوتفين حينما كان يلعب لحساب فريق بوسطن برونز. «القط» أصبح أصبح اسمه المستعار وكنيته المعروف بها.
- في إيطاليا القط فيليكس كان يدعى مياو ماو تحت إيطاليا الفاشية. وكان ينشر عن طريق مجلة كورير دي بتشولي.
- في أحد حلقات عائلة سيمبسون دين سكونجيو يقتبس من موسوعة الكارتون المتحركة عن الحديث عن تاريخ فيليكس «دمية محظوظة أصبحت رفيقة تشارلز لندبورج في رحلته الشهيرة عبر الأطلسي». وفي حلقة أخرى من نفس المسلسل وحينما يتم البحث عن أصول إتشي وسكراتشي تظهر بعض المتطابقات مع التاريخ حول النزاعع عن صاحب ومالك شخصية القط والتي ذكرت في الأعلى.
- ظهر القط فيلكس في تتر المقدمة لأحد حلقات مسلسل فيوتشوراما المسماة«كيف استطاع هيرمز استعادة وهجه مجدداً» وفي حلقة «أقل الضررين» وأيضاً في «الحرب هي كلمة الـحرف اتش».
- القط فيليكس أيضا يعتبر منتج لطعام القطط يباع في أوروبا.
- في عام 2014 الكوميديان والموسيقي «ويرد آل» يانكوفيتش اقتبس هذه الشخصية وأظهرها في الفيديو لأعنيته المدعاة هاندي (Handy). وأظهرت الشخصية بألوان سلتها السحرية عندما قال هذه العبارة «كلمني، وسأعود مسرعاً ومعي سلتي الملئية بالحيل»
- شخصية القط أليكس أيضا كانت مصدر إلهام للشخصية الشريرة المتكرر ظهورها في الرواية «سيتو دو بيكابو أميرالو» في كتاب رينيشوس دي نارزينهو في عام 1931.

## روابط خارجية
- القط فيليكس على موقع الموسوعة البريطانية (الإنجليزية)
- القط فيليكس على موقع ميوزك برينز (الإنجليزية)